# Renato Morgandi
Renato Morgandi (Valbondione, 20 gennaio 1946) è un imprenditore italiano.

## Biografia
Nato a Valbondione, in provincia di Bergamo, nel 1946, nella frazione di Gavazzo, terzo di dieci figli di un operaio della Orobia, nel 1960 si trasferisce con la famiglia a Lallio. Dopo essersi diplomato presso una scuola cattolica, svolge diversi mestieri fino al 1973, quando rileva un'impresa artigiana di Lallio, che produce coperte termiche. L'anno seguente, nel 1974, alla ditta viene dato il nome di Industria Meccanica Elettrica Termofori e Coperte, e che diviene nota con l'acronimo Imetec.
Morgandi, che assieme ai fratelli dirige l'impresa, inventa un nuovo tipo di coprimaterasso che permette il riscaldamento del letto da sotto le lenzuola, a cui viene dato il nome di Scaldasonno. Il prodotto viene lanciato sul mercato nel 1978, e riscuote immediatamente enorme successo commerciale sia in Italia che nel mondo, tale da far acquisire notorietà alla sua azienda. Nell'arco di quarant'anni, lo Scaldasonno, che subirà aggiornamenti e perfezionamenti, verrà venduto in oltre 30 milioni di pezzi nel mondo. La sua azienda, la Imetec, che si specializza anche nel settore dei piccoli elettrodomestici e degli apparecchi della cura della persona, tra gli anni novanta e gli anni 2000, avvia un importante processo di internazionalizzazione, pur rimanendo di dimensioni medio-piccole.
Nel 2011, la Camera di Commercio di Bergamo gli ha assegnato il premio Riconoscimento del Lavoro e del Progresso Economico, che l'ente assegna ogni anno a persone e imprese che si sono particolarmente distinte nel settore del lavoro e del progresso economico.
Nel 2016, Morgandi è tra i 34 soci fondatori del comitato Prolungamento Tram Albino-Vertova, istituito per sostenere il progetto di prolungamento fino a Vertova della Linea T1 della tramvia leggera che da Bergamo conduce ad Albino.

### Vita privata
Coniugato, è padre di una figlia.